# Thomas Neill Cream

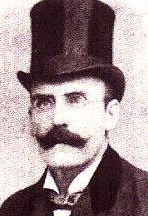
Thomas Neill Cream

Thomas Neill Cream (* 27. Mai 1850 in Glasgow, Schottland; † 16. November 1892 in London) war ein schottischer Serienmörder, der seine Taten in Kanada, den USA  und England beging. Cream gilt als einer der ersten Serienmörder der modernen Rechtsgeschichte.

## Leben
Er wurde als erstes von acht Kindern in Glasgow geboren. Seine Eltern waren William und Mary Cream. 1854 übersiedelte die Familie nach Kanada und lebte in Anse-au-Foulon (Wolfe’s Cove), Quebec. Die Familie besaß dort ein Sägewerk Cream Lumber Mill. Cream erlangte 1876 auf der McGill-Universität in Montreal seinen medizinischen Abschluss. Zwischen 1876 und 1892 vergiftete er wahrscheinlich acht Menschen, wofür er meistens Strychnin benutzte.
Im August 1879 wurde in London (in der kanadischen Provinz Ontario gelegen) Kate Gardener, die mit Cream eine Affäre hatte, schwanger und tot hinter seinem Büro gefunden. Sie war mit Chloroform vergiftet worden. Des Mordes und der Erpressung beschuldigt, floh Cream in die Vereinigten Staaten.
In Chicago baute sich Cream eine Praxis auf, in der er auch illegale Abtreibungen vornahm. Als Mary Anne Faulkner im August 1880 starb, wurde er verdächtigt, aber mangels Beweisen wurde nichts gegen ihn unternommen. Im Dezember 1880 starb eine weitere Patientin und Cream versuchte, den Apotheker, der die Medikamente hergestellt hatte, zu erpressen. Am 14. Juli 1881 starb Daniel Stott an einer Strychninvergiftung in Boone County, Illinois, nachdem Cream ihn behandelt hatte.
Alle drei Todesfälle wären als natürliche Tode eingestuft worden, doch Cream schrieb dem untersuchenden Beamten, dass der Apotheker, der sich nicht von ihm erpressen ließ, der Schuldige für den Tod von Daniel Stott sei. Der Beamte ließ daraufhin Cream und Julia Stott verhaften, die sich als die Geliebte von Cream herausstellte und das Gift zur Beseitigung ihres Mannes von Cream bekommen hatte. Julia Stott stellte sich als Kronzeugin zur Verfügung und Cream wurde zu lebenslanger Haft verurteilt. Er trat seine Strafe im Joliet Correctional Center an. 1891 wurde Cream von Gouverneur Joseph W. Fifer begnadigt, nachdem sein Bruder für ihn um Gnade ersucht und angeblich entsprechende Bestechungen an Beamte bezahlt hatte. Im gleichen Jahr kehrte Cream mit dem Geld, das er 1887 von seinem Vater geerbt hatte, nach Großbritannien zurück und mordete dort weiter.
Bei seinem ersten Opfer in London handelt es sich um die 19-jährige Prostituierte Ellen Donworth, die am 13. Oktober 1891 von Krämpfen geschüttelt auf offener Straße zusammenbrach. Zuvor hatte sie noch erzählt, ein Mann mit Silberblick habe ihr ein weißes Pulver verabreicht. Eine Woche später starb die 29-jährige Prostituierte Matilda Clover, fälschlicherweise wurde ihr Tod als Folge ihres Alkoholismus betrachtet. Am 12. April 1892 wurden die 18-jährige Emma Shrivell und die 20-jährige Alice Marsh tot aufgefunden.
Dass es sich um einen Serientäter handelte, erkannte die Polizei, als Cream der Polizei einen anonymen Brief schrieb, in dem er zwei andere Ärzte dieser vier Morde beschuldigte. Dadurch erkannte die Polizei, dass der Tod von Matilda Clover ein Mordfall war, und dass der anonyme Briefschreiber höchstwahrscheinlich der Täter sein müsste. Am 3. Juni 1892 wurde Cream festgenommen, nachdem sich ein Polizist erinnert hatte, ihn beim Verlassen der Behausung von Emma Shrivell und Alice Marsh gesehen zu haben, kurz bevor die Leichen gefunden wurden.
Am 16. November 1892 wurde Cream im Newgate Prison gehängt. Cream wurde in einem anonymen Grab beigesetzt.